# Грузька (Троянівський район)
Грузька (рос. Грузька, пол. Hruźka) — колишній хутір у Шумській сільській раді Троянівського району Волинської округи Української СРР.

## Населення
Наприкінці 19 століття в поселенні налічувалося 90 мешканців, дворів — 16, у 1906 році — 91 особа, дворів — 16.

## Історія
Наприкінці 19 століття — урочище Троянівської волості Житомирського повіту Волинської губернії.
У 1906 році — урочище Троянівської волості (6-го стану) Житомирського повіту Волинської губернії. Відстань до губернського та повітового центру м. Житомир становила 15 верст, до волосного центру містечка Троянів — 5 верст. Поштове відділення — м. Житомир.
У 1923 році включений до складу новоствореної Шумської сільської ради, яка 7 березня 1923 року увійшла до складу новоутвореного Троянівського району Житомирської (згодом — Волинська) округи.
Знятий з обліку населених пунктів до 1 жовтня 1941 року.